# 爆裂天使
《爆裂天使》是GONZO的一部原创電視動畫。2004年4月到9月在朝日電視台播出。全24話（共12卷）。2007年3月發行OVA。台灣單行本由東立出版社代理發行，全3冊，動畫由木棉花國際代理發行。

## 劇情簡介

### 爆裂天使
某天，恭平騎車出門外送食物時，遇到了一群在馬路上吵架的人士，於是改走小巷子，沒想到卻遇到一位疑似被通緝的男子和追殺他的冷若女子，機車也被打到爆炸，正當以為這樣就沒事了，卻沒想到還有後續......
恭平將之前的工作都遲到了，需要再找一份工作來存出國留學的費用，這時恭平去應徵一份高待遇的廚師工作，來接他的女生塞帶他去一輛巨大的運輸車上，沒想到到了目的地時遇到的了當初遇到的冷若女子......
只是要找一份可以存錢出國的打工，但卻被捲入了塞、惠、愛咪及喬四人的工作中...

### OVA：爆裂天使INFINITY
在紐約的韋斯特地區的貧民街發生了無差別殺人事件，就連偶然目擊到殺人現場的小Loli也沒有被兇手放過......
喬和惠兩個人要為朋友莎麗過生日，一起回到了這個街區。莎麗是惠曾經照顧過的孤兒后來被正義感深厚的警察山姆(Sam)收養。
準備好生日禮物的喬和惠先行去了警察分局探望山姆，卻從山姆口中得知莎麗被兇手襲擊成重傷，憤怒的喬和惠決定要抓住兇手為紗麗報仇。
但二人完全沒料到，兇手的魔爪正在慢慢的伸向他們，更大的陰謀正籠罩著整個街區......

## 登場人物

### 爆裂天使
喬（Jo）（聲：渡邊明乃）
女性，17歲，身高162公分，本作品的主角。
銀髮赤瞳，左腕有奇怪刻印（只有在情緒激動時會出現），對自己過去的記憶完全喪失，身份不名、強大的女牛仔槍手。
槍法好、戰鬥兵器操作技能一流，且體術非常厲害。手持兩把沙漠之鷹。
經常在賽的拖車里睡覺、只看恐怖電影，平時是有些三無兼天然呆的狀態，但是工作來的時候就像變了個人充滿了活力。
惠／梅可（Meg）（聲：豐口惠）
女性，15歲，身高159公分，個性衝動。
橘髮藍眸，原本是來自紐約的孤兒。
精通修理機件和製作。
某天與喬相遇，被捲入恐怖事件中，於是與喬一起生活並成為她的助手，目前和喬一起住在巨大的運輸車內，有著怎麼都吃不胖的體質和與其相對的好胃口。只不過在工作中很常莫名其妙被捲入成為人質。
艾咪（Amy）（聲：高橋美佳子）
女性，11歲，身高138公分。
棕髮棕眼，是一個可愛的孩子，但實際上內心冷靜且尖酸刻薄。
電腦天才，情報收集專家。
偵察衛星和軍事設備、入侵警察情報...等，電腦操作對她來說就像去逛超商一樣輕鬆簡單。
靜／塞（Sei）（聲：田中理惠）
女性，19歲，身高175公分。
黑髮黑眼，是華僑集團“白蘭”掌權者的孫女。
喬一行人的領導者，她們所住的運輸車、用的武器...等，都是由她所處理，利用喬等人對組織服務，對組織的忠誠與喬一行人之間的友情羈絆另她左右為難。
立場無恭平（聲：上田祐司）
男性，18歲，身高170公分。
是料理學校的學生，廚藝一流，希望成為優秀的糕點師，目前在打工努力存出國留學的錢。
偶然找到一份廚師的工作而被賽帶到一輛巨大的運輸車上，四個女生都很喜歡他的手藝，但常常被捲入她們的工作中。
仁野（聲：菅生隆之）
（聲：石井康嗣）
入來東吾（聲：小野坂昌也）
勝鷹音（聲：早水リサ）
11話登場。為大阪警官的女兒，雖說年紀仍不足以擔當警員但基本上在平時做的就是警官的工作，脾氣暴躁且直率，頭腦雖好卻也很容易被情緒沖昏頭，平時總帶著一把木刀。
（聲：千葉進歩）

撫子（聲：園崎未惠）
在動畫第五集登場，曾幫助梅可解圍其遭到學姊安潔莉卡的不懷好意的質問，但最後發現其實她就是造成「白蘭」幹部女兒產生幻覺式的精神崩潰的元兇，也是控制校園少女的人。
風見志穗（聲：大野まりな）
恭平班上的班長，在動畫第7集時，被巨大烏鴉綁走。

### OVA：爆裂天使INFINITY
喬（Jo）（聲：渡邊明乃）
女性，17歲，身高162公分，本作品的主角。
銀髮赤瞳，左腕有奇怪刻印，對自己過去的記憶完全喪失，身份不名、強大的女牛仔槍手。
槍法好、戰鬥兵器操作技能一流，且體術非常厲害。
經常在賽的拖車里睡覺、只看恐怖電影，但是工作來的時候就像變了個人充滿了活力。
惠／梅可（Meg）（聲：豐口惠）
女性，15歲，身高159公分，個性衝動。
橘髮藍眸，原本是來自紐約的孤兒。
精通修理機件和製作。
某天與喬相遇，被捲入恐怖事件中，於是與喬一起生活並成為她的助手，目前和喬一起住在巨大的運輸車內。
山姆（Sam）（聲：小室正幸）
男性，38歲。紐約市警察，正義感很強，是照顧惠等3位孤兒，莎麗是其中一位。
莎麗（Sally）（聲：吉住梢）
女性，5歲。是一位孤兒，後來與惠一起被山姆收養，一直很仰慕惠姐姐
伏雷特
與迷之殺人鬼一樣以死亡遊戲為樂的冷酷男子。
諾曼市長
紐約市市長。為了街區發展和安定，為了讓危險區正常化而盡心盡力。
諾警察署長
山姆的上司，所有故事發生的街區的分署長。

## 製作人員

### 爆裂天使
- 企画：福井政文、村濱章司、石川真一郎
- 原作：GONZO
- 構成：志茂文彦
- 原案：白亞右月
- 連載：「月刊電擊コミックガオ！」(メディアワークス刊)
- 企画協力：波多野貴康
- 美術ボード：佐藤豪志(KUSANAGI)
- 音樂：西田マサラ
- 音樂プロデューサー：野崎圭一
- 音樂制作：ビクターエンタテインメント
- 音響監督：鶴岡陽太
- 音響效果：山田稔
- 錄音：矢野さとし
- 錄音制作：樂音舍
- 3DCGIディレクター：金子友昭
- 3DCGI監修：川原智弘
- 撮影監督：北岡正
- 美術監督：石渡俊和、真亞樹
- 編集：武宮むつみ
- 副監督：浦田保則
- 監督：大畑晃一
- アニメーション制作：ゴンゾ
- プロデューサー：畑中利雄、今本尚志、西口なおみ(テレビ朝日)
- 製作：爆天計画、IMAGICAエンタテインメント、G.D.H
- 制作：／tv asahi

### 主題歌
- 片頭曲

「Loosey」
歌／演奏：THE STRiPES
レーベル：ビクターエンタテインメント
作詞：HIDEBOH
作曲：HIDEBOH
- 片尾曲

「Under the Sky」
歌／演奏：cloudica
レーベル：ビクターエンタテインメント
作詞：B.Y.S.
作曲：B.Y.S.

### OVA：爆裂天使INFINITY
- 監督：大畑晃一
- 腳本：經冢丸雄
- 作畫監督：深澤謙二
- 角色設計原案：白亞右月
- 動畫角色設計：堀內修
- 美術監督：小倉宏昌
- 音樂：西田マサラ
- 音響監督：鶴岡陽太
- 動畫制作：GONZO
- 制作：爆天計畫

## 各集標題

### 爆裂天使
1. 地獄悄然來臨
2. 毫不留情之槍鬥士
3. 野獸咆嘯的城市
4. 兄弟共亡於拂曉
5. 邪神蠢動之館
6. 血洗這座花園！
7. 漆黑天空
8. 傷痕累累的逃亡者
9. 龍之宴會
10. 計算機番外地
11. 東之天使西之鷹
12. 符x通天合
13. 血戰！浪速愚連隊
14. 野性之子
15. 海、泳裝與大海獸
16. 魔境戰鬼
17. 兩名天使的激戰！
18. 不死之身的老同學
19. 謀略24小時
20. 無人倖存的高速公路
21. 瞄準鋼鐵之墓碑
22. 戀愛之惡魔
23. 紅海之處刑場
24. 天使，爆裂！

### OVA：爆裂天使INFINITY
1. 喬與梅可的藍調舞曲